# Championnat de France de basket-ball 2012-2013
Navigation
Saison précédente Saison suivante
La saison 2012-2013 de Pro A est la quatre-vingt-onzième édition du championnat de France masculin de basket-ball, la vingt-sixième depuis la création de la LNB et la vingtième sous l’appellation « Pro A ». Le premier niveau du championnat oppose seize clubs français en une série de trente rencontres jouées durant la saison régulière de basket-ball. Elle a débuté le 5 octobre 2012 et se termine le 30 avril 2013.
À l'issue de la saison régulière, les huit premières équipes au classement sont qualifiées pour les playoffs qui se déroulent du 14 mai 2013 au 8 juin 2013. Le vainqueur de ces playoffs est désigné « Champion de France ».
Les équipes classées quinzième et seizième à l'issue de la saison régulière sont reléguées en Pro B.

## Clubs participants
| \| Boulazac Chalon-sur-Saône Cholet Dijon Gravelines Le Havre Le Mans Limoges Villeurbanne Nancy Nanterre Orléans Paris Poitiers Roanne Strasbourg \| Localisation des clubs engagés dans le championnat. |
| Boulazac Chalon-sur-Saône Cholet Dijon Gravelines Le Havre Le Mans Limoges Villeurbanne Nancy Nanterre Orléans Paris Poitiers Roanne Strasbourg                                                           |

Les quatorze premiers du Championnat de France de basket-ball de Pro A 2011-2012 ainsi que les deux qualifiés de Pro B 2011-2012 participent à la compétition.
Légende des couleurs
- Euroligue de basket-ball 2012-2013
- Tour préliminaire de l'Euroligue 2012-2013
- EuroCoupe de basket-ball 2012-2013
- EuroChallenge 2012-2013
- Promu de Pro B 2011-2012

| Club                     | Dernière montée | Classement 2011-2012 | Entraîneur           | Depuis | Salle                                                     | Capacité théorique | Nombre de saisons en Pro A |
| ------------------------ | --------------- | -------------------- | -------------------- | ------ | --------------------------------------------------------- | ------------------ | -------------------------- |
| BCM Gravelines Dunkerque | 1988            | 1                    | Christian Monschau   | 2008   | Sportica                                                  | 3 043              | 25                         |
| Élan sportif chalonnais  | 1996            | 2                    | Gregor Beugnot       | 2003   | Le Colisée                                                | 5 000              | 17                         |
| Orléans Loiret Basket    | 2006            | 3                    | Philippe Hervé       | 2005   | Zénith d'Orléans Palais des sports d'Orléans              | 5 500 3 222        | 7                          |
| Le Mans Sarthe Basket    | 1990            | 4                    | John-David Jackson   | 2008   | Antarès                                                   | 6 023              | 48                         |
| SLUC Nancy Basket        | 1994            | 5                    | Jean-Luc Monschau    | 2004   | Palais des sports Jean-Weille                             | 6 027              | 19                         |
| Paris-Levallois Basket   | 2009            | 6                    | Christophe Denis     | 2011   | Stade Pierre-de-Coubertin Palais des sports Marcel-Cerdan | 4 016 3 000        | 45                         |
| Chorale Roanne Basket    | 2003            | 7                    | Luka Pavićević       | 2011   | Halle André Vacheresse                                    | 5 020              | 38                         |
| Cholet Basket            | 1987            | 8                    | Jean-Manuel Sousa    | 2012   | La Meilleraie                                             | 5 191              | 26                         |
| JDA Dijon                | 2011            | 9                    | Jean-Louis Borg      | 2010   | Palais des Sports Jean-Michel Geoffroy                    | 4 628              | 24                         |
| Strasbourg IG Basket     | 1999            | 10                   | Vincent Collet       | 2011   | Rhénus Sport                                              | 6 200              | 44                         |
| JSF Nanterre             | 2011            | 11                   | Pascal Donnadieu     | 1987   | Palais des sports Maurice-Thorez                          | 1 594              | 2                          |
| ASVEL Lyon-Villeurbanne  | 1948            | 12                   | Pierre Vincent       | 2011   | Astroballe                                                | 5 643              | 64                         |
| Poitiers Basket 86       | 2009            | 13                   | Ruddy Nelhomme       | 2007   | Salle Saint-Éloi Les Arènes                               | 2 700 4 639        | 4                          |
| STB Le Havre             | 2000            | 14                   | Éric Bartecheky      | 2012   | Salle des Docks Océane                                    | 3 298              | 16                         |
| Limoges CSP              | 2012            | 1 (Pro B)            | Panagiotis Giannakis | 2012   | Palais des Sports de Beaublanc                            | 5 516              | 28                         |
| Boulazac Basket Dordogne | 2012            | 2 (Pro B)            | Sylvain Lautié       | 2010   | Le Palio                                                  | 5 200              | 1                          |

## La saison régulière

### Classement de la saison régulière
| Rang | Équipe                   | Pts | J  | G  | P  | Pp   | Pc   | Diff |
| ---- | ------------------------ | --- | -- | -- | -- | ---- | ---- | ---- |
| 1    | Gravelines-Dunkerque L   | 51  | 30 | 21 | 9  | 2360 | 2174 | 186  |
| 2    | Strasbourg               | 48  | 30 | 18 | 12 | 2297 | 2180 | 117  |
| 3    | Lyon-Villeurbanne        | 48  | 30 | 18 | 12 | 2276 | 2220 | 56   |
| 4    | Chalon-sur-Saône T, C, S | 48  | 30 | 18 | 12 | 2291 | 2192 | 99   |
| 5    | Roanne                   | 47  | 30 | 17 | 13 | 2172 | 2078 | 94   |
| 6    | Le Mans F                | 46  | 30 | 16 | 14 | 2202 | 2200 | 2    |
| 7    | Dijon                    | 45  | 30 | 15 | 15 | 2096 | 2134 | -38  |
| 8    | Nanterre                 | 45  | 30 | 15 | 15 | 2352 | 2361 | -9   |
| 9    | Orléans                  | 45  | 30 | 15 | 15 | 2356 | 2366 | -10  |
| 10   | Cholet                   | 45  | 30 | 15 | 15 | 2268 | 2275 | -7   |
| 11   | Le Havre                 | 43  | 30 | 13 | 17 | 2303 | 2314 | -11  |
| 12   | Paris-Levallois          | 43  | 30 | 13 | 17 | 2350 | 2399 | -49  |
| 13   | Limoges P                | 43  | 30 | 13 | 17 | 2158 | 2227 | -69  |
| 14   | Nancy                    | 42  | 30 | 12 | 18 | 2248 | 2300 | -52  |
| 15   | Boulazac P               | 41  | 30 | 11 | 19 | 2128 | 2303 | -175 |
| 16   | Poitiers                 | 40  | 30 | 10 | 20 | 2133 | 2267 | -134 |

| Légende :                                     |
| - Qualification pour les Play-offs            |
| - Relégation en Pro B                         |
| T : Tenant du titre                           |
| F : Finaliste de Pro A 2011-2012              |
| P : Promu de Pro B 2011-2012                  |
| C : Vainqueur de la Coupe de France 2011-2012 |
| S : Vainqueur de la Semaine des As 2012       |
| L : Vainqueur de la Leaders Cup 2013          |
| 0                                             |
| Source: lnb.fr                                |

Note : Les huit premiers sont qualifiés pour les play-offs. Les deux derniers sont relégués en Pro B.
Le classement est fonction du ratio de victoires par rapport au nombre de matchs disputés.

### Matches de la saison régulière
| Résultats (dom.\ext.)                                              | BOU    | CHA    | CHO   | DIJ   | GRA   | LEH   | LEM   | LIM   | LYO   | NCY   | NRE   | ORL   | PAR   | POI   | ROA   | STR   |
| Boulazac                                                           |        | 77-69  | 75-86 | 46-58 | 80-92 | 56-76 | 68-77 | 85-73 | 68-59 | 75-73 | 75-63 | 67-85 | 71-74 | 73-67 | 67-65 | 85-90 |
| Chalon-sur-Saône                                                   | 89-75  |        | 99-95 | 73-55 | 69-67 | 78-83 | 66-60 | 83-77 | 71-72 | 76-61 | 71-86 | 85-80 | 91-79 | 84-52 | 56-65 | 66-73 |
| Cholet                                                             | 68-67  | 79-78  |       | 63-65 | 83-85 | 71-62 | 89-82 | 75-67 | 71-81 | 68-67 | 71-72 | 82-51 | 82-94 | 86-71 | 79-60 | 77-75 |
| Dijon                                                              | 78-59  | 70-95  | 75-69 |       | 54-72 | 82-89 | 61-67 | 80-72 | 63-60 | 72-62 | 88-80 | 74-83 | 74-82 | 72-59 | 71-61 | 84-69 |
| Gravelines-Dunkerque                                               | 63-56  | 102-69 | 88-67 | 68-65 |       | 75-66 | 71-68 | 55-67 | 76-88 | 79-83 | 89-98 | 86-56 | 81-70 | 73-60 | 68-58 | 82-73 |
| Le Havre                                                           | 75-80  | 52-68  | 87-68 | 73-77 | 76-90 |       | 89-83 | 85-74 | 81-77 | 85-78 | 90-79 | 92-84 | 94-71 | 62-68 | 78-70 | 59-63 |
| Le Mans                                                            | 61-67  | 66-80  | 79-55 | 63-59 | 76-61 | 86-73 |       | 77-69 | 64-60 | 68-56 | 81-91 | 71-64 | 72-59 | 84-92 | 72-65 | 73-85 |
| Limoges                                                            | 82-65  | 71-74  | 79-70 | 65-69 | 80-91 | 60-88 | 65-66 |       | 62-70 | 82-75 | 73-62 | 75-64 | 79-61 | 67-66 | 77-90 | 62-70 |
| Lyon-Villeurbanne                                                  | 80-73  | 78-75  | 70-67 | 78-65 | 67-65 | 70-66 | 88-81 | 79-56 |       | 85-59 | 87-84 | 92-80 | 82-76 | 78-86 | 72-75 | 84-81 |
| Nancy                                                              | 79-87  | 75-77  | 75-89 | 78-74 | 79-83 | 98-81 | 83-68 | 90-72 | 94-79 |       | 71-79 | 82-75 | 89-84 | 72-66 | 58-45 | 73-74 |
| Nanterre                                                           | 80-72  | 81-74  | 84-77 | 76-80 | 77-87 | 92-85 | 74-80 | 68-70 | 90-77 | 82-78 |       | 93-78 | 77-66 | 85-74 | 70-77 | 69-79 |
| Orléans                                                            | 93-75  | 71-69  | 78-84 | 92-68 | 58-75 | 89-75 | 83-67 | 67-72 | 88-80 | 98-87 | 83-79 |       | 94-67 | 73-67 | 87-81 | 89-81 |
| Paris-Levallois                                                    | 90-79  | 78-93  | 84-70 | 70-78 | 97-83 | 94-73 | 88-87 | 84-74 | 78-84 | 73-79 | 77-81 | 93-75 |       | 90-65 | 71-87 | 89-72 |
| Poitiers                                                           | 81-86  | 79-83  | 70-77 | 69-62 | 75-92 | 70-68 | 69-71 | 80-88 | 78-72 | 63-65 | 70-68 | 81-90 | 71-73 |       | 68-65 | 80-70 |
| Roanne                                                             | 77-51  | 53-65  | 90-79 | 63-56 | 80-76 | 80-67 | 87-89 | 67-71 | 67-61 | 89-63 | 94-64 | 85-78 | 74-65 | 69-73 |       | 70-65 |
| Strasbourg                                                         | 100-68 | 80-65  | 65-71 | 78-67 | 79-85 | 83-73 | 83-63 | 71-77 | 80-66 | 72-66 | 87-68 | 81-70 | 88-73 | 69-63 | 61-63 |       |
| - Victoire à domicile - Victoire à l'extérieur - Match non disputé |        |        |       |       |       |       |       |       |       |       |       |       |       |       |       |       |

### Évolution du classement
| Journées / Clubs     |    |    |    |    |    |    |    |    |    |    |    |    |    |    |    |    |    |    |    |    |    |    |    |    |    |    |    |    |    |    | Journées en tête | Journées relégable |
|                      | 1  | 2  | 3  | 4  | 5  | 6  | 7  | 8  | 9  | 10 | 11 | 12 | 13 | 14 | 15 | 16 | 17 | 18 | 19 | 20 | 21 | 22 | 23 | 24 | 25 | 26 | 27 | 28 | 29 | 30 |                  |                    |
| -------------------- | -- | -- | -- | -- | -- | -- | -- | -- | -- | -- | -- | -- | -- | -- | -- | -- | -- | -- | -- | -- | -- | -- | -- | -- | -- | -- | -- | -- | -- | -- | ---------------- | ------------------ |
| Boulazac             | 16 | 16 | 14 | 11 | 11 | 8  | 11 | 12 | 14 | 14 | 16 | 15 | 16 | 16 | 16 | 16 | 16 | 16 | 16 | 16 | 16 | 16 | 15 | 15 | 16 | 15 | 15 | 15 | 15 | 15 | 0                | 22                 |
| Chalon-sur-Saône     | 9  | 7  | 2  | 1  | 1  | 3  | 3  | 1  | 1  | 1  | 1  | 1  | 1  | 2  | 6  | 4  | 3  | 4  | 3  | 3  | 3  | 3  | 3  | 3  | 3  | 3  | 2  | 2  | 3  | 4  | 8                | 0                  |
| Cholet               | 11 | 6  | 5  | 7  | 5  | 2  | 4  | 4  | 7  | 6  | 6  | 7  | 9  | 8  | 9  | 11 | 9  | 11 | 12 | 10 | 12 | 12 | 12 | 12 | 12 | 11 | 11 | 8  | 8  | 10 | 0                | 0                  |
| Dijon                | 7  | 12 | 15 | 16 | 12 | 10 | 12 | 15 | 8  | 16 | 14 | 16 | 13 | 13 | 12 | 8  | 8  | 8  | 9  | 7  | 10 | 9  | 7  | 9  | 10 | 10 | 10 | 10 | 10 | 7  | 0                | 5                  |
| Gravelines-Dunkerque | 4  | 2  | 4  | 2  | 2  | 4  | 5  | 3  | 3  | 5  | 4  | 3  | 6  | 3  | 1  | 3  | 1  | 1  | 1  | 1  | 1  | 1  | 1  | 1  | 1  | 1  | 1  | 1  | 1  | 1  | 15               | 0                  |
| Le Havre             | 1  | 1  | 1  | 6  | 9  | 12 | 13 | 11 | 9  | 9  | 15 | 13 | 15 | 14 | 14 | 14 | 15 | 14 | 14 | 13 | 11 | 11 | 11 | 11 | 11 | 12 | 12 | 12 | 11 | 11 | 3                | 3                  |
| Le Mans              | 3  | 5  | 3  | 3  | 4  | 1  | 1  | 2  | 2  | 2  | 3  | 6  | 5  | 6  | 4  | 2  | 4  | 3  | 4  | 4  | 4  | 5  | 5  | 4  | 4  | 4  | 4  | 4  | 6  | 6  | 2                | 0                  |
| Limoges              | 6  | 11 | 8  | 8  | 10 | 13 | 10 | 8  | 11 | 15 | 9  | 12 | 12 | 12 | 11 | 9  | 13 | 12 | 11 | 12 | 13 | 13 | 13 | 13 | 13 | 13 | 13 | 13 | 13 | 13 | 0                | 1                  |
| Lyon-Villeurbanne    | 8  | 4  | 9  | 5  | 8  | 7  | 2  | 6  | 4  | 3  | 7  | 5  | 3  | 4  | 5  | 6  | 5  | 5  | 5  | 5  | 5  | 4  | 4  | 6  | 6  | 6  | 7  | 6  | 5  | 3  | 0                | 0                  |
| Nancy                | 14 | 8  | 13 | 15 | 15 | 16 | 16 | 14 | 15 | 11 | 10 | 10 | 10 | 10 | 10 | 12 | 11 | 13 | 13 | 14 | 14 | 14 | 14 | 14 | 14 | 14 | 14 | 14 | 14 | 14 | 0                | 5                  |
| Nanterre             | 10 | 13 | 10 | 10 | 7  | 9  | 8  | 9  | 12 | 13 | 13 | 9  | 11 | 11 | 13 | 10 | 12 | 9  | 10 | 9  | 7  | 10 | 9  | 10 | 7  | 7  | 6  | 7  | 7  | 8  | 0                | 0                  |
| Orléans              | 15 | 15 | 16 | 14 | 14 | 15 | 14 | 16 | 13 | 12 | 8  | 8  | 8  | 7  | 8  | 7  | 7  | 7  | 7  | 11 | 9  | 8  | 10 | 8  | 9  | 9  | 9  | 9  | 9  | 9  | 0                | 5                  |
| Paris-Levallois      | 2  | 3  | 6  | 9  | 6  | 6  | 7  | 5  | 5  | 4  | 2  | 2  | 2  | 1  | 2  | 5  | 6  | 6  | 6  | 6  | 8  | 7  | 8  | 7  | 8  | 8  | 8  | 11 | 12 | 12 | 1                | 0                  |
| Poitiers             | 5  | 9  | 11 | 13 | 16 | 14 | 15 | 13 | 10 | 7  | 11 | 11 | 14 | 15 | 15 | 15 | 14 | 15 | 15 | 15 | 15 | 15 | 16 | 16 | 15 | 16 | 16 | 16 | 16 | 16 | 0                | 18                 |
| Roanne               | 12 | 14 | 12 | 12 | 13 | 11 | 9  | 10 | 16 | 10 | 12 | 14 | 7  | 9  | 7  | 13 | 10 | 10 | 8  | 8  | 6  | 6  | 6  | 5  | 5  | 5  | 5  | 5  | 4  | 5  | 0                | 1                  |
| Strasbourg           | 13 | 10 | 7  | 4  | 3  | 5  | 6  | 7  | 6  | 8  | 5  | 4  | 4  | 5  | 3  | 1  | 2  | 2  | 2  | 2  | 2  | 2  | 2  | 2  | 2  | 2  | 3  | 3  | 2  | 2  | 1                | 0                  |

### Meilleurs joueurs de la saison régulière
| Catégorie                     | Joueur              | Équipe          | Statistique |
| ----------------------------- | ------------------- | --------------- | ----------- |
| Évaluation par match          | Sean May            | Paris-Levallois | 21,28       |
| Points par match              | Sean May            | Paris-Levallois | 18,41       |
| Rebonds par match             | Jon Brockman        | Limoges         | 10,65       |
| Rebonds défensifs par match   | Jon Brockman        | Limoges         | 7,30        |
| Rebonds offensifs par match   | Jon Brockman        | Limoges         | 3,35        |
| Passes décisives par match    | Bernard King        | Le Havre        | 7,36        |
| Interceptions par match       | Souleymane Diabate  | Nancy           | 2,17        |
| Contres par match             | Rudy Gobert         | Cholet          | 1,85        |
| Fautes provoquées par match   | Bernard King        | Le Havre        | 5,54        |
| Dunks par match               | Coleman Collins     | Roanne          | 2,83        |
| Pourcentage aux tirs          | Ahmad Nivins        | Poitiers        | 63,98 %     |
| Pourcentage aux lancer-francs | Marc-Antoine Pellin | Orléans         | 89,09 %     |
| Pourcentage à 2 points        | Rudy Gobert         | Cholet          | 73,55 %     |
| Pourcentage à 3 points        | Karim Souchu        | Cholet          | 48,51 %     |

## Les playoffs

### Matchs des playoffs
|  | Quarts de finale         | Quarts de finale      | Quarts de finale | Quarts de finale |                                |    | Demi-finales | Demi-finales | Demi-finales | Demi-finales |  |  | Finale | Finale | Finale | Finale | Finale | Finale |
|  |                          |                       |                  |                  |                                |    |              |              |              |              |  |  |        |        |        |        |        |        |
|  | 13 et 15 mai 2013        |                       |                  |                  |                                |    |              |              |              |              |  |  |        |        |        |        |        |        |
|  |                          |                       |                  |                  |                                |    |              |              |              |              |  |  |        |        |        |        |        |        |
|  | (1) Gravelines Dunkerque | 95ap                  | 68               | -                |                                |    |              |              |              |              |  |  |        |        |        |        |        |        |
|  | (1) Gravelines Dunkerque | 95ap                  | 68               | -                | 20, 22 et 24 mai 2013          |    |              |              |              |              |  |  |        |        |        |        |        |        |
|  | (8) Nanterre             | 101                   | 88               | -                |                                |    |              |              |              |              |  |  |        |        |        |        |        |        |
|  | (8) Nanterre             | 101                   | 88               | -                | (8) Nanterre                   | 84 | 103          | -            |              |              |  |  |        |        |        |        |        |        |
|  | 14, 16 et 18 mai 2013    |                       |                  |                  | (8) Nanterre                   | 84 | 103          | -            |              |              |  |  |        |        |        |        |        |        |
|  |                          | (4) Chalon-sur-Saône  | 81               | 91ap             | -                              |    |              |              |              |              |  |  |        |        |        |        |        |        |
|  | (4) Chalon-sur-Saône     | (4) Chalon-sur-Saône  | 81               | 91ap             | -                              | 78 | 72           | 91           |              |              |  |  |        |        |        |        |        |        |
|  | (4) Chalon-sur-Saône     |                       |                  |                  | 29 et 31 mai, 4 et 8 juin 2013 | 78 | 72           | 91           |              |              |  |  |        |        |        |        |        |        |
|  | (5) Roanne               | 68                    | 84               | 63               |                                |    |              |              |              |              |  |  |        |        |        |        |        |        |
|  | (5) Roanne               | 68                    | 84               | 63               | (8) Nanterre                   | 55 | 84           | 70           | 83           | -            |  |  |        |        |        |        |        |        |
|  | 13 et 15 mai 2013        |                       |                  |                  | (8) Nanterre                   | 55 | 84           | 70           | 83           | -            |  |  |        |        |        |        |        |        |
|  |                          | (2) Strasbourg        | 89               | 79               | 60                             | 77 | -            |              |              |              |  |  |        |        |        |        |        |        |
|  | (2) Strasbourg           | (2) Strasbourg        | 89               | 79               | 60                             | 77 | -            | 75           | 75           | -            |  |  |        |        |        |        |        |        |
|  | (2) Strasbourg           | 21, 23 et 25 mai 2013 |                  |                  |                                |    |              | 75           | 75           | -            |  |  |        |        |        |        |        |        |
|  | (7) Dijon                | 57                    | 66               | -                |                                |    |              |              |              |              |  |  |        |        |        |        |        |        |
|  | (7) Dijon                | 57                    | 66               | -                | (2) Strasbourg                 | 74 | 73           | -            |              |              |  |  |        |        |        |        |        |        |
|  | 14, 16 et 18 mai 2013    |                       |                  |                  | (2) Strasbourg                 | 74 | 73           | -            |              |              |  |  |        |        |        |        |        |        |
|  |                          | (3) Lyon Villeurbanne | 66               | 52               | -                              |    |              |              |              |              |  |  |        |        |        |        |        |        |
|  | (3) Lyon Villeurbanne    | (3) Lyon Villeurbanne | 66               | 52               | -                              | 69 | 55           | 75           |              |              |  |  |        |        |        |        |        |        |
|  | (3) Lyon Villeurbanne    |                       |                  |                  |                                | 69 | 55           | 75           |              |              |  |  |        |        |        |        |        |        |
|  | (6) Le Mans              | 52                    | 63               | 70               |                                |    |              |              |              |              |  |  |        |        |        |        |        |        |
|  | (6) Le Mans              | 52                    | 63               | 70               |                                |    |              |              |              |              |  |  |        |        |        |        |        |        |
|  |                          |                       |                  |                  |                                |    |              |              |              |              |  |  |        |        |        |        |        |        |

Notes : les rencontres des quarts et demi-finales se disputent en deux rencontres victorieuses avec:
- le match aller dans la salle de l'équipe la mieux classée à la fin de la saison régulière
- le match retour dans la salle de l'équipe la moins bien classée à la fin de la saison régulière
- le cas échéant, le match d'appui chez le mieux classé

La finale se joue en trois rencontres victorieuses. Les deux premiers matchs se jouent chez le mieux classé, le troisième et le quatrième éventuel chez le moins bien classé, le cinquième match éventuel chez le mieux classé.
Victoire 101-95 (77-77) de la JSF Nanterre contre le BCM Gravelines-Dunkerque après deux prolongations (rencontre du 13 mai 2013)
Victoire 103-91 (82-82) de la JSF Nanterre contre l'Élan Chalon après une prolongation (rencontre du 22 mai) 

## Récompenses individuelles

### Trophées LNB
| MVP français de Pro A - Edwin Jackson (Lyon-Villeurbanne) MVP étranger de Pro A - Dwight Buycks (Gravelines Dunkerque) Meilleur marqueur de Pro A - Sean May (Paris-Levallois) Meilleur jeune de Pro A - Livio Jean-Charles (Lyon-Villeurbanne) Meilleur défenseur de Pro A - Anthony Dobbins (Poitiers) Meilleure progression de Pro A - Edwin Jackson (Lyon-Villeurbanne) Meilleur contreur de Pro A - Rudy Gobert (Cholet) | Meilleur entraîneur de Pro A - Christian Monschau (Gravelines Dunkerque) Meilleur entraîneur des Centres de Formation - Romain Chenaud (Chalon-sur-Saône) |

### MVPs par journée de la saison régulière
| Journée | Joueur           | Équipe            | Évaluation |
| ------- | ---------------- | ----------------- | ---------- |
| 1       | Ahmad Nivins     | Poitiers          | 25         |
| 2       | Bernard King     | Le Havre          | 29         |
| 3       | Osiris Eldridge  | Boulazac          | 27         |
| 4       | Amadi McKenzie   | Boulazac          | 25         |
| 5       | Ilian Evtimov    | Chalon-sur-Saône  | 32         |
| 6       | Karim Souchu     | Cholet            | 28         |
| 7       | Jahmar Young     | Orléans           | 31         |
| 8       | Antoine Diot     | Paris-Levallois   | 32         |
| 9       | Gerald Fitch     | Strasbourg        | 30         |
| 10      | Jawad Williams   | Paris-Levallois   | 32         |
| 11      | David Lighty     | Nanterre          | 33         |
| 12      | Ricardo Greer    | Strasbourg        | 33         |
| 13      | Ahmad Marcus     | Nancy             | 28         |
| 14      | Jawad Williams   | Paris-Levallois   | 31         |
| 15      | Ricardo Greer    | Strasbourg        | 33         |
| 16      | Graham Brown     | Le Havre          | 29         |
| 17      | Karim Souchu     | Cholet            | 32         |
| 18      | Bernard King     | Le Havre          | 26         |
| 19      | Trenton Meacham  | Nanterre          | 29         |
| 20      | Dominic James    | Poitiers          | 32         |
| 21      | Edwin Jackson    | Lyon-Villeurbanne | 27         |
| 22      | Sean May         | Paris-Levallois   | 30         |
| 23      | Hervé Touré      | Nancy             | 25         |
| 24      | Vlad Moldoveanu  | Le Havre          | 33         |
| 25      | Ricardo Greer    | Strasbourg        | 39         |
| 26      | Hervé Touré      | Nancy             | 27         |
| 27      | Blake Schilb     | Chalon-sur-Saône  | 34         |
| 28      | A. J. Slaughter  | Cholet            | 27         |
| 29      | Marvin Jefferson | Boulazac          | 25         |
| 30      | Jérémy Leloup    | Dijon             | 23         |

### MVPs du mois
| Mois     | Joueur         | Équipe               |
| -------- | -------------- | -------------------- |
| Octobre  | Ricardo Greer  | Strasbourg           |
| Novembre | Sean May       | Paris-Levallois      |
| Décembre | Dwight Buycks  | Gravelines-Dunkerque |
| Janvier  | Dwight Buycks  | Gravelines-Dunkerque |
| Février  | Louis Campbell | Strasbourg           |
| Mars     | Ricardo Greer  | Strasbourg           |
| Avril    | Jérémy Leloup  | Dijon                |

### MVPs des playoffs
| Phase           | Joueur          | Équipe   |
| --------------- | --------------- | -------- |
| Quart de finale | Trenton Meacham | Nanterre |
| Demi-finale     | David Lighty    | Nanterre |
| Finale          | David Lighty    | Nanterre |

## Clubs engagés en coupe d'Europe
Lors de la saison 2012-2013
| Compétition européenne      | Clubs (classement)             | Raison d'attribution                  | Parcours                                          |
| --------------------------- | ------------------------------ | ------------------------------------- | ------------------------------------------------- |
| Euroligue tour principal    | Élan sportif chalonnais (2e)   | Champion de France                    | Éliminé au 1er tour (3V/7D)                       |
| Euroligue tour préliminaire | Le Mans Sarthe Basket (4e)     | Finaliste du championnat              | Reversé en EuroCoupe, éliminé au 1er tour (2V/4D) |
| EuroCoupe                   | Orléans Loiret Basket (3e)     | Demi-finaliste du championnat         | Éliminé au 1er tour (2V/4D)                       |
| EuroCoupe                   | Cholet Basket (8e)             | Demi-finaliste du championnat         | Éliminé au 1er tour (3V/3D)                       |
| EuroChallenge               | BCM Gravelines-Dunkerque (1er) | Quart de finaliste du championnat     | Termine 4e du Final Four (11V/5D)                 |
| EuroChallenge               | SLUC Nancy (5e)                | Quart de finaliste du championnat     | Éliminé au 1er tour (3V/3D)                       |
| EuroChallenge               | Paris-Levallois Basket (6e)    | Quart de finaliste du championnat     | Éliminé en quart de finale (9V/6D)                |
| EuroChallenge               | Jeanne d'Arc Dijon Basket (9e) | Profite du désistement de Roanne (7e) | Éliminé au 1er tour (2V/4D)                       |

Pour la saison 2013-2014 à venir
| Compétition européenne   | Clubs (classement)             | Raison d'attribution              | Parcours |
| ------------------------ | ------------------------------ | --------------------------------- | -------- |
| Euroligue tour principal | JSF Nanterre (8e)              | Champion de France                | -        |
| Euroligue tour principal | Strasbourg IG (2e)             | Finaliste du championnat          | -        |
| EuroCoupe                | ASVEL Lyon-Villeurbanne (3e)   | Demi-finaliste du championnat     | -        |
| EuroCoupe                | Élan sportif chalonnais (4e)   | Demi-finaliste du championnat     | -        |
| EuroCoupe                | Paris-Levallois Basket (12e)   | Vainqueur de la Coupe de France   | -        |
| EuroCoupe                | BCM Gravelines-Dunkerque (1er) | Invitation                        | -        |
| EuroCoupe                | Le Mans Sarthe Basket (6e)     | Invitation                        | -        |
| EuroChallenge            | Jeanne d'Arc Dijon Basket (7e) | Quart de finaliste du championnat | -        |
| EuroChallenge            | Cholet Basket(10e)             | Profite du désistement de Roanne, | -        |